# Jimmy Pedro
James A. Pedro –conocido como Jimmy Pedro– (Danvers, 30 de octubre de 1970) es un deportista estadounidense que compitió en judo. Es hijo del también judoca James Pedro.
Participó en cuatro Juegos Olímpicos de Verano entre los años 1992 y 2004, obteniendo dos medallas, bronce en Atlanta 1996 y bronce en Atenas 2004. En los Juegos Panamericanos consiguió tres medallas entre los años 1991 y 1999.
Ganó tres medallas en el Campeonato Mundial de Judo entre los años 1991 y 1999, y seis medallas en el Campeonato Panamericano de Judo entre los años 1988 y 2004.

## Palmarés internacional
| Juegos Olímpicos        | Juegos Olímpicos                | Juegos Olímpicos  | Juegos Olímpicos |
| Año                     | Lugar                           | Medalla           | Categoría        |
| ----------------------- | ------------------------------- | ----------------- | ---------------- |
| 1996                    | Atlanta (Estados Unidos)        | Medalla de bronce | –71 kg           |
| 2004                    | Atenas (Grecia)                 | Medalla de bronce | –73 kg           |
| Campeonato Mundial      |                                 |                   |                  |
| Año                     | Lugar                           | Medalla           | Categoría        |
| 1991                    | Barcelona (España)              | Medalla de bronce | –65 kg           |
| 1995                    | Chiba (Japón)                   | Medalla de bronce | –71 kg           |
| 1999                    | Birmingham (Reino Unido)        | Medalla de oro    | –73 kg           |
| Juegos Panamericanos    |                                 |                   |                  |
| Año                     | Lugar                           | Medalla           | Categoría        |
| 1991                    | La Habana (Cuba)                | Medalla de bronce | –65 kg           |
| 1995                    | Mar del Plata (Argentina)       | Medalla de oro    | –71 kg           |
| 1999                    | Winnipeg (Canadá)               | Medalla de oro    | –73 kg           |
| Campeonato Panamericano |                                 |                   |                  |
| Año                     | Lugar                           | Medalla           | Categoría        |
| 1988                    | Buenos Aires (Argentina)        | Medalla de plata  | –60 kg           |
| 1990                    | Caracas (Venezuela)             | Medalla de bronce | –65 kg           |
| 1992                    | Hamilton (Canadá)               | Medalla de oro    | –65 kg           |
| 1997                    | Guadalajara (México)            | Medalla de oro    | –71 kg           |
| 1998                    | Santo Domingo (Rep. Dominicana) | Medalla de oro    | –73 kg           |
| 2004                    | Isla de Margarita (Venezuela)   | Medalla de oro    | –73 kg           |